# Mesocletodes bathybia
Mesocletodes bathybia är en kräftdjursart som beskrevs av Por 1964. Mesocletodes bathybia ingår i släktet Mesocletodes och familjen Argestidae. Inga underarter finns listade i Catalogue of Life.